# Golyvás gazella
A golyvás gazella (Gazella subgutturosa) az emlősök (Mammalia) osztályának párosujjú patások (Artiodactyla) rendjébe, ezen belül a tülkösszarvúak (Bovidae) családjába és az antilopformák (Antilopinae) alcsaládjába tartozó faj.
Nevét arról kapta, hogy a bikák torka megdagad a párzási időszakban, ami a golyvára, azaz a pajzsmirigy megduzzadására emlékeztet.

## Előfordulása
A golyvás gazella Délnyugat-Ázsia északi részén, Anatólián és Közép-Ázsia félsivatagainak és sivatagainak lakója. Nyugaton a Közel-Keleten Jordánia és Szíria, északon Kazahsztán és Mongólia, keleten Kína és Pakisztán, délen pedig Irán jelentik elterjedésének határát. Állománya az utóbbi időben jelentősen megritkult, biztosan kipusztult Örményország és Grúzia területéről, és valószínűleg a kihalás szélére került Pakisztánban, Türkmenisztánban és Kirgizisztánban is.

## Alfajai
Az alfajok elkülönítése formai jegyek alapján történik, genetikai vizsgálatokat még nem végeztek a fajt illetően. A Természetvédelmi Világszövetség (IUCN) külön értékelést csak az arábiai alfajról (Gazella subgutturosa marica) készített, de ehhez hasonlóan a többi is sebezhetőnek tekinthető. A 3 legáltalánosabban elismert alfaj:
- Gazella subgutturosa hilleriana – Mongólia
- Gazella subgutturosa subgutturosa – Afganisztán, Azerbajdzsán, Irán, Kazahsztán, Kirgizisztán, Pakisztán, Tádzsikisztán, Törökország, Türkmenisztán, Üzbegisztán
- Gazella subgutturosa yarkandensis – Kína Hszincsiang-Ujgur Autonóm Területe

Az arábiai golyvás gazellát (Gazella marica) (Thomas, 1897) korábban a golyvás gazella alfajának vélték, Gazella subgutturosa marica név alatt.

## Megjelenése
A golyvás gazella testhossza 90-115 centiméter, marmagassága 60-80 centiméter, testtömege 18-33 kilogramm között mozog. Lábai és nyaka viszonylag hosszúak, fülei nagyok. A bikák nagyobbak és nehezebbek a nőstényeknél. A szőrzet alapvetően világosbarna, de populációnként változik az árnyalata a majdnem fehértől a szürkésen, vörösesen át a sárgásig. Az oldalszőrzet a has felé sötétedik, és élesen elválik a fehér hastájéktól. A 15-20 centiméteres fekete farok élesen elválik a fehér fartól, különösen, ha az állat menekülés közben felemeli. Közép-Ázsiában a fiatal egyedek jellegzetes foltokat és csíkokat viselnek fejükön, de az idő előrehaladtával a homlok és az orrhíd kifehéredik, és csak a szem és orr közt húzódó barna sáv marad meg. A nyugati állományokban ezzel szemben a gazellák pofája kezdettől fogva fehér.
Az S alakú, erősen széttartó, fekete szarvak, amelyek hátrafelé indulva felfelé hajlanak, és a hegyüknél befelé fordulnak, 25-43 centiméter hosszúságúra nőnek meg. A többi gazellával ellentétben gyakori, hogy a tehenek nem viselnek szarvat, ami egyébként területenként változik: a keleten élő populációkban, Mongólia és Kína területén jóval gyakoribb a szarvaltság, mint a nyugatiakban.

## Életmódja
A golyvás gazellák nyaranta kis családi csordákban élnek, melyek rendszerint 2–5 egyedből állnak. Az állatok ilyenkor kora reggel és késő délután legelnek, a nap legforróbb óráiban viszont ovális gödröket kaparnak ki maguknak az árnyékban, ahol hűsölhetnek. Telente a déli pihenő jelentősen lerövidül, akár el is maradhat. A gazellák naponta testtömegük mintegy 30%-ának megfelelő mennyiségű növényt fogyasztanak el, vízszükségletüket is jórészt ebből fedezik: még tavasszal és nyáron sem gyakori, hogy a golyvás gazellák naponta felkeressék az itatóhelyeket.
Telente, a párzási időszak során a gazellák jóval nagyobb számban verődnek össze, amelyekben az állatok létszáma a több tucattól akár több ezerig terjedhet. Az amúgy magányosan élő bikák ilyenkor territoriálisak, az önálló territórium kialakítására képtelen fiatal bikák pedig mintegy ötfős legénycsapatokba tömörülnek. Eközben a tehenek 10-30 egyedből álló csordákat alkotnak. A párzás végeztével vegyes csapatok alakulnak, amelyek az ellés közeledtével bomlanak fel tavasszal.
A gazellák rendkívül gyorsak, akár 60 km/h-s sebességet is elérhetnek. Ha veszélyt észlelnek, feltartott farokkal gyorsan 2-300 méterrel arrébb rohannak, ahonnan ismét megszemlélik a helyzetet, és ha nem találják veszélyesnek, kerülőúton térnek vissza eredeti helyükre. Természetes ellenségei alig vannak, leginkább a szürke farkasok és leopárdok jelentenek rá veszélyt. A gazellák nyaranta viszonylag kis távolságokat tesznek meg, telente viszont akár napi 10-30 kilométer megtételére kényszerülhetnek. Számos populáció kényszerül évszakos vándorlásra.

## Szaporodása
A golyvás gazellák párzási időszaka november és január közé esik. A kifejlett bikák gégéje ilyenkor megdagad, jellegzetes „golyvás” kinézetet adva nekik. A bikák területüket vizelettel és trágyakupacokkal jelölik ki, rekedt bőgést hallatnak, illetve mirigyváladékukat különféle tereptárgyakra kenik. Territóriumukról elűzik a rivális hímeket, illetve igyekeznek benne tartani az arra járó teheneket. Egy bika jellemzően 2–12 tehénnel párzik egy idényben. Az 5-6 hónapig tartó vemhesség végének közeledtével a tehenek elhagyják csordáikat, és a márciustól júliusig terjedő időszakban – leginkább májusban – adnak életet borjaiknak. A felnőtt egyedeknél meglepően gyakori az ikerellés, a fiatalabb és idős nőstények viszont rendszerint csak egy borjúnak adnak életet.
A kicsinyek az első egy-két hétben a fűben rejtőzködnek, miközben anyjuk a közelükben legelészik, és minden szoptatás után rejtekhelyet váltanak. Két, két és fél hónapos koruktól fogva már állandóan követik az anyaállatot. Az elválasztásra négy vagy öt hónapos korban kerül sor. A fiatal bikák 10-11 hónaposan, a tehenek jellemzően másfél évesen válnak ivaréretté – igaz, a bikák általában nem jutnak nőstényhez két és fél, hároméves korukig.
A faj egyes példányai akár 14 éves korukig is elélhetnek, de a bikák jellemzően 5-6 év után, a nőstények pedig nyolc-tizenkét évesen pusztulnak el a vadonban.

## Természetvédelmi helyzete
A golyvás gazella élőhelyének nagy részén törvényi védettséget élvez, ennek betartatása azonban a legtöbb államban nem elégséges. A fajt leginkább a mértéktelen orvvadászat fenyegeti, de az emberi tevékenység terjedése sem kedvez neki – az arábiai alfaj elsősorban a túlzott legeltetés miatt van veszélyben. Számos országban (Szaúd-Arábia, Irán, Törökország) jóformán csak rezervátumokban maradtak fenn populációi. A világállományt 2001-ben 120-140 000 példányra becsülték, amelynek mintegy fele Mongólia pusztaságain élt, de a gazellák száma mára valószínűleg több mint 30%-kal csökkent. Különösen megritkult Pakisztán, Türkmenisztán és Kirgizisztán területén, de Kazahsztánban és Mongóliában is jelentősen csökkent az állomány – igaz, ezeken a területeken az emberi tevékenység mellett a különösen kemény telek is veszélyeztetik a gazellákat.
Grúziában tervezik a golyvás gazellák visszatelepítését, az arábiai alfajt pedig számos helyen próbálják ismét meghonosítani (pl. a szíriai Talíla Rezervátumban, Bahreinben, Szaúd-Arábiában stb.). A faj szerepel a Convention of Migratory Species (CMS), azaz a Vándorló Fajok Konvenciója II. Függelékében.
A golyvás gazella ritka fajnak számít az állatkerti világban. Európában az állatkertek nemzetközi adatbázisa (ZIMS) szerint mindössze 10 állatkert tartja kb. 60 egyedét. Magyarországon először a Szegedi Vadasparkban találkozhatnak ezzel az állattal a látogatók.

## Képek

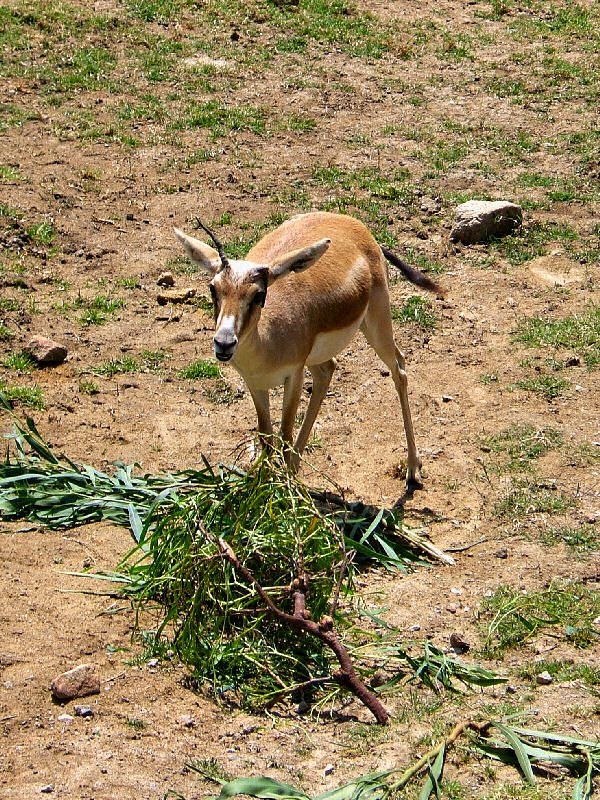
Tehén
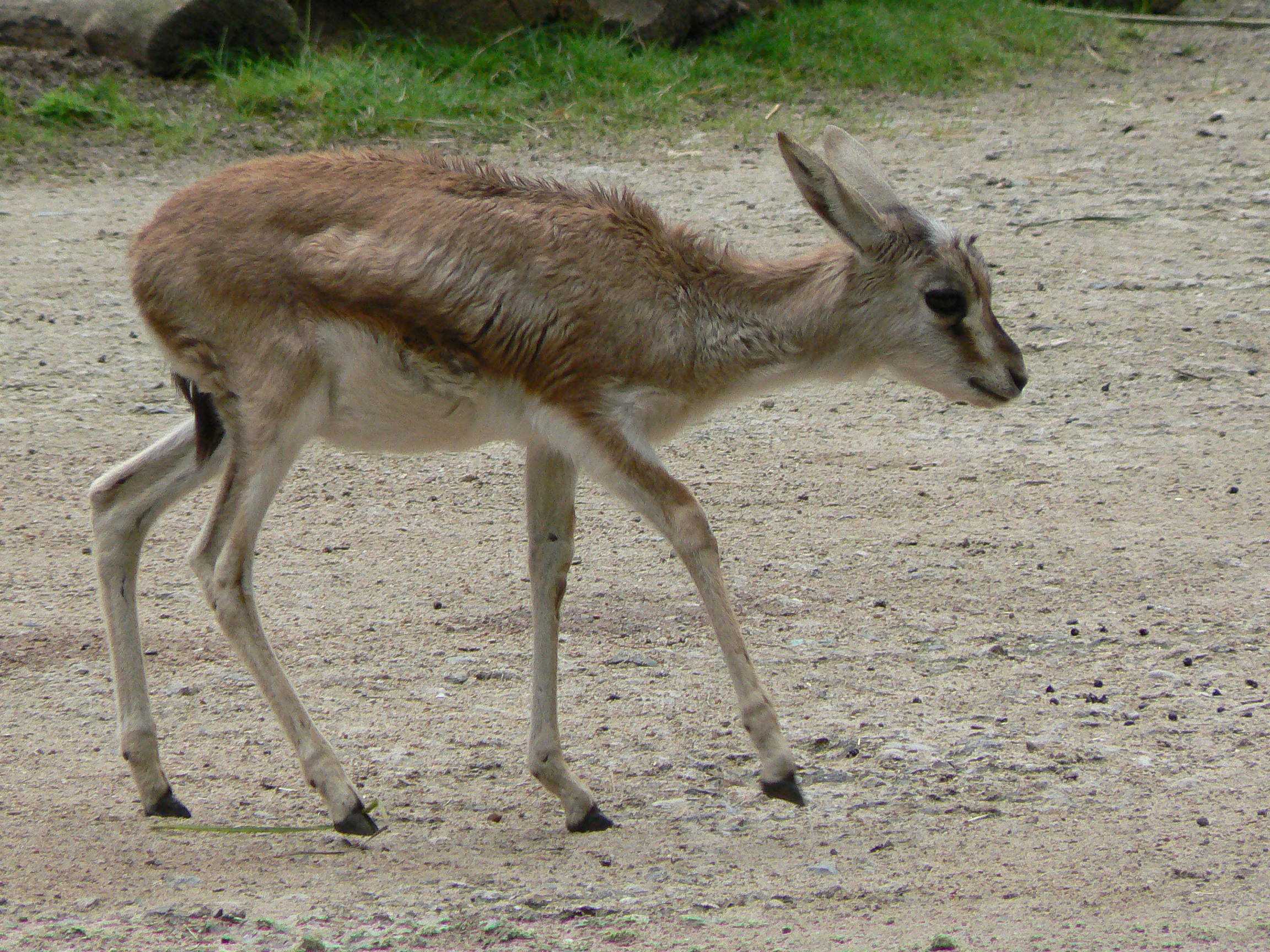
Fiatal borjú